# T-600
終結者600型（Terminator, Series T-600）是《魔鬼終結者》系列中的一款滲透者（Infiltrator）機器人。為了消滅人類，天網試圖研發人類外型的獵殺者，但因為外皮採用橡膠，所以容易被人類發現。

## 劇情

### 魔鬼終結者：未來救贖
作為人形獵殺者（Humanoid Hunter-Killer）的初期型，T-600机器人设计非常原始，庞大的身躯仅由橡皮包裹以简单地遮挡内部钢架骨骼。它们一刻不停地搜寻一切有心跳的动物，它们的唯一目标就是猎杀，而T-600的武裝是背负小型的M134迷你砲机枪以及足够的弹药。